# الاخيوش (ذي السفال)

تعديل مصدري - تعديل

الاخيوش محلة تابعة لقرية المحجر، التابعة لعزلة خنوة بمديرية ذي السفال إحدى مديريات محافظة إب في الجمهورية اليمنية، بلغ تعداد سكانها 153 حسب تعداد اليمن لعام 2004.